# Yahoo! News

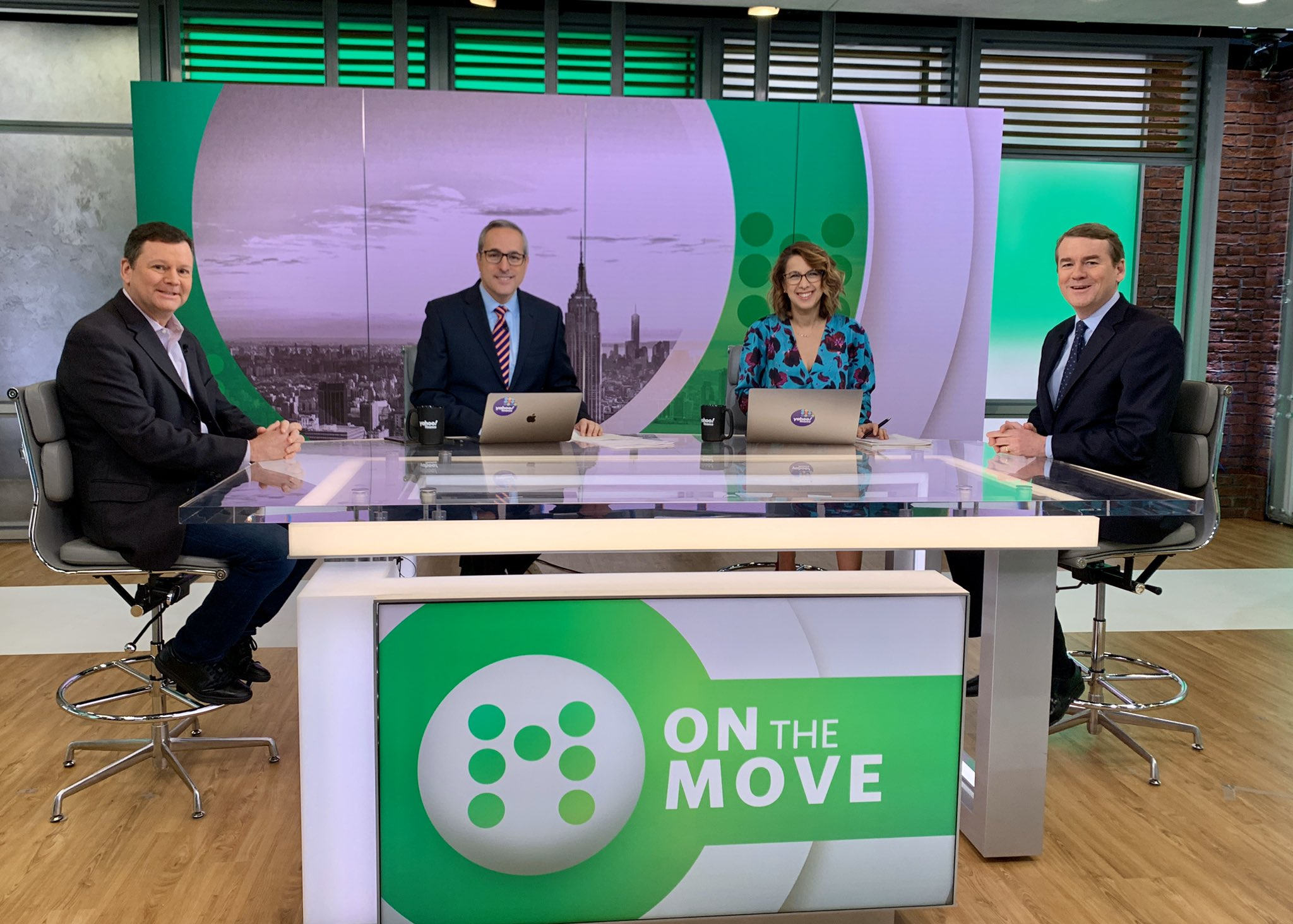
Студия On the Move

Yahoo! News — новостной веб-сайт, созданный Yahoo! как интернет-агрегатор новостей. Сайт был создан инженером-программистом Yahoo! по имени Брэд Клоси в августе 1996 года. Первоначально статьи поступали из новостных служб, таких как Associated Press, Reuters, Fox News, Al Jazeera, ABC News, USA Today, CNN и BBC News.
В 2001 году Yahoo! News запустили первую страницу в Интернете, которую чаще всего пересылают по электронной почте. Это было хорошо воспринято как новаторская идея, расширяющая понимание людьми того влияния, которое новостные интернет-источники оказывают на потребление новостей. Yahoo разрешала комментировать новостные статьи до 19 декабря 2006 года, когда комментарии были отключены. 2 марта 2010 года возможность комментирования были снова открыта.
К 2011 году Yahoo расширила новостной проект, включив в него оригинальный контент, в рамках своих планов стать крупной медиа-организацией. Были наняты ветераны-журналисты (в том числе Уолтер Шапиро и Вирджиния Хеффернан), а в феврале 2012 года у веб-сайта впервые появился корреспондент в пресс-службе Белого дома. Принадлежащая Amazon компания по сбору маркетинговых данных (Alexa) заявила, что Yahoo! News стал одним из самых популярных новостных сайтов в мире. Планировалось добавить канал Twitter. В ноябре 2013 года Yahoo наняла бывшую ведущую Today Show и CBS Evening News Кэти Курик в качестве глобального ведущего Yahoo! News. В 2017 году она ушла.
3 мая 2021 года Verizon объявила, что Verizon Media будет приобретена Apollo Global Management примерно за 5 миллиардов долларов и после закрытия сделки будет называться просто Yahoo, при этом Verizon сохранит за собой небольшую долю в 10 % в новой группе. Сделка была закрыта 1 сентября 2021 года.

## Yahoo! Celebrity
Проект Yahoo! Celebrity (под названием omg!) стартовал 12 июня 2007 года без особой помпы, оригинальный пресс-релиз был опубликован в корпоративном блоге Yahoo! После запуска MediaWeek сообщила, что Yahoo надеется с помощью omg! сделать больший уклон в сторону женской аудитории, и что Unilever, Pepsi и Axiata (Celcom & XL) будут единственными официальными спонсорами веб-сайта. Благодаря широкой огласке на первой полосе Yahoo и партнёрским отношениям с ней число читателей резко возросло: четыре миллиона читателей вошли в систему omg! только в первые 19 дней. По состоянию на осень 2007 года, omg! регистрирует более восьми миллионов читателей в месяц и является вторым по популярности веб-сайтом светских новостей в Соединенных Штатах, опережая People и уступая TMZ.com.
В декабре 2012 года Yahoo! заключила сделку с CBS Television Distribution о перекрёстном продвижении своего спин-оффа Entertainment Tonight The Insider с помощью omg!, переименовав шоу в omg! Insider. В январе 2014 года было объявлено, что CBS Television Distribution вернёт название обратно на The Insider, а omg! будет переименовано в Yahoo! Celebrity.
В рамках усилий по повышению доверия читателей в сентябре 2022 года Yahoo! News (собирающая статьи из многих других источников) приобрела The Factual, стартап, который использует искусственный интеллект для оценки достоверности отдельных статей.

## Мобильное приложение
В Yahoo! разработали приложение, которое собирает самые читаемые новости из разных категорий для iOS и Android. Приложение стало одним из победителей конкурса Apple Design Awards 2014.

## Рейтинг
По состоянию на январь 2019 года Yahoo! News, по данным Alexa, заняли шестое место среди мировых новостных сайтов, опередив Fox News и уступив CNN.